# Sunbelt Personal Firewall
Sunbelt Personal Firewall（サンベルト パーソナルファイアーウォール）とは、アメリカ合衆国フロリダ州に本社を置くSunbelt Softwareが販売していたパーソナルファイアーウォールである。Tiny Software（現在はCAに買収）が販売していたTiny Personal Firewallに源を持つ。アメリカ合衆国カリフォルニア州に本社を置くKerio TechnologiesがKerio Personal Firewallという名称で販売していたが、2005年12月にSunbeltが同ソフトを買収、名称変更して現在に至っている。なお、本ソフトは有料であるが、パーソナルファイアーウォールなどの基本機能は無償で利用が可能。
2010年7月にGFIがSunbeltを買収後もサポートを続けていたが、2011年5月に提供終了、2011年12月31日をもって全てのサポートを終了した。
ただし、一部のフリーソフト配布サイトでは2012年11月現在も旧バージョンを含めて入手可能な場合がある。

## 機能
最新バージョンであるVer.4系統について説明する。
- Network Security …… インターネットに接続するソフトウェアを制御する。通信プロトコルやポート番号・接続先など比較的詳細な設定が可能。
- System Security …… IDS機能・アプリケーション制御機能など。
- Web …… 広告ブロック・Cookie制御などを行う。

なお、フリー版ではSystem Security・Webなど一部機能が利用できない。

## 評価
フリーで利用できるパーソナルファイアーウォールとして日本で最も人気の高いソフトの一つである。そのため日本語の解説サイトなどが充実している。他にZoneAlarmも日本人ユーザーが多いが、本ソフトはZoneAlarmと比べ比較的詳細な設定ができ、自由度が高い。これは設定次第でZoneAlarmよりも強固なセキュリティ環境を実現できることを意味するが、一方でネットワークに関する基本的な知識が必要となってくるため、ZoneAlarmよりも管理していくのは難しいと言える。
また、単なるパーソナルファイアーウォールソフトの領域を超えた多彩な機能を有しているが、そのために旧バージョン(Ver.2系統)と比べて動作が重くなった、また、Sunbelt Softwareに開発が移ってからブルースクリーンなどの不具合が多発するようになった、との指摘もある。以上の理由により、すでに開発が終了しているVer.2系統や、Kerio Technologiesが開発していたバージョンを利用するユーザーも存在する。